# Herly (Pas-de-Calais)
Herly ist eine französische Gemeinde mit 319 Einwohnern (Stand 1. Januar 2022) im Département Pas-de-Calais in der Region Hauts-de-France (vor 2016 Nord-Pas-de-Calais). Sie gehört zum Arrondissement Montreuil und zum Kanton Lumbres.

## Lage
Die Gemeinde Herly liegt im Quellgebiet der Aa in der Landschaft Artois, 19 Kilometer nordöstlich von Montreuil-sur-Mer. Nachbargemeinden von Herly sind Ergny und Aix-en-Ergny im Norden, Rumilly im Nordosten, Verchocq im Osten, Créquy im Südosten, Rimboval im Süden, Quilen und Saint-Michel-sous-Bois im Südwesten, Maninghem im Westen sowie Avesnes im Nordwesten. Im Südwesten des Gemeindegebietes von Herly steht ein Windpark mit sechs Windkraftanlagen.

## Bevölkerungsentwicklung
| Jahr                       | 1962 | 1968 | 1975 | 1982 | 1990 | 1999 | 2007 | 2014 | 2022 |
| Einwohner                  | 425  | 407  | 404  | 413  | 326  | 333  | 324  | 338  | 319  |
| Quellen: Cassini und INSEE |      |      |      |      |      |      |      |      |      |

## Sehenswürdigkeiten

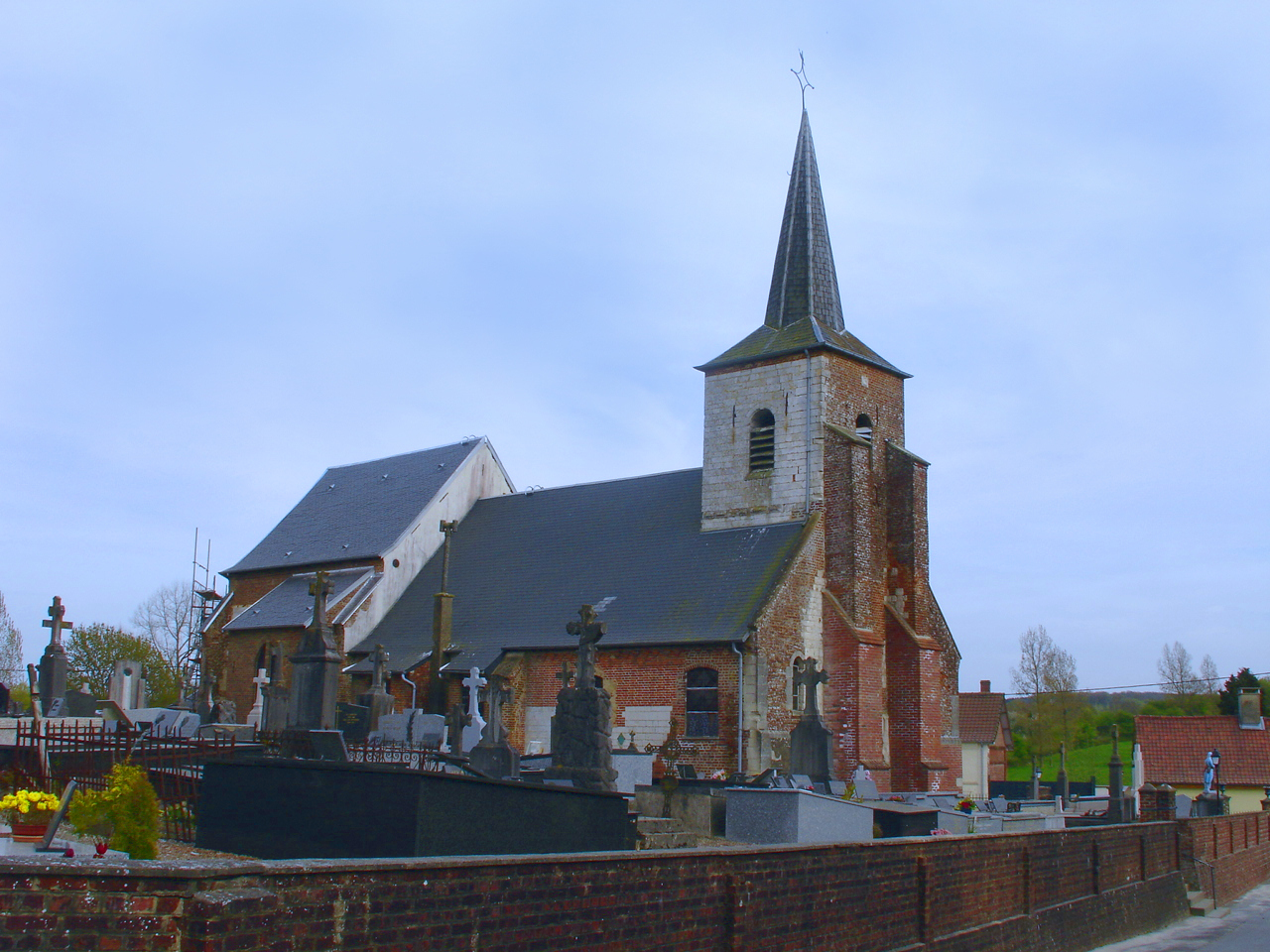
Kirche Saint-Pierre
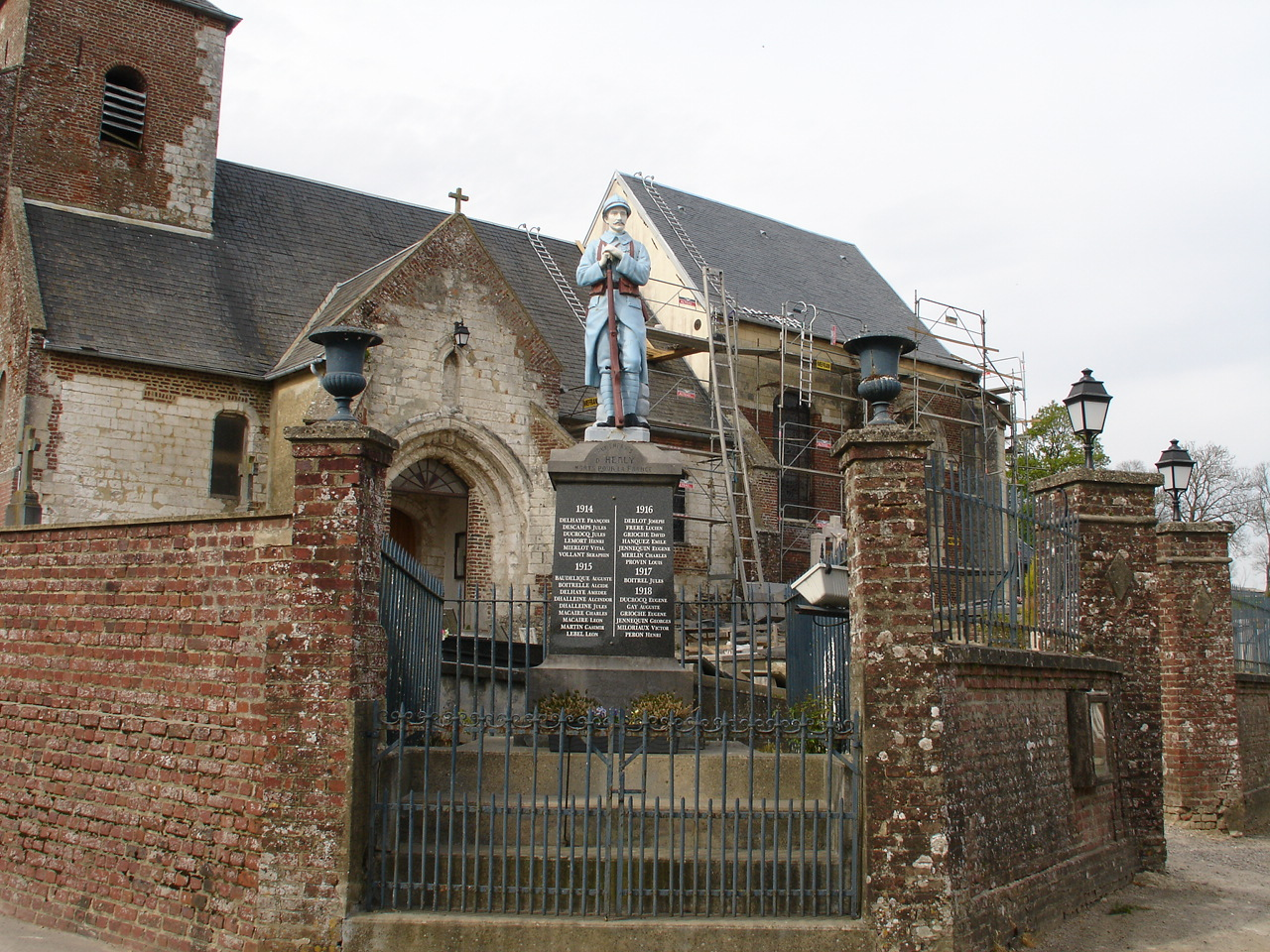
Gefallenendenkmal

- Kirche Saint-Pierre
- Gefallenendenkmal